# Cyanocrates grandis
Cyanocrates grandis är en fjärilsart som beskrevs av Druce 1912. Cyanocrates grandis ingår i släktet Cyanocrates och familjen plattmalar. Inga underarter finns listade i Catalogue of Life.